# Катеринич Петро Петрович
Катеринич Петро Петрович (8 квітня 1856, Бобровиця Козелецького повіту Чернігівської губернії — 1916) — юрист, засновник Бобровицького цукрозаводу, меценат, член Товариства імені Тараса Шевченка в Петербурзі.

## Родина

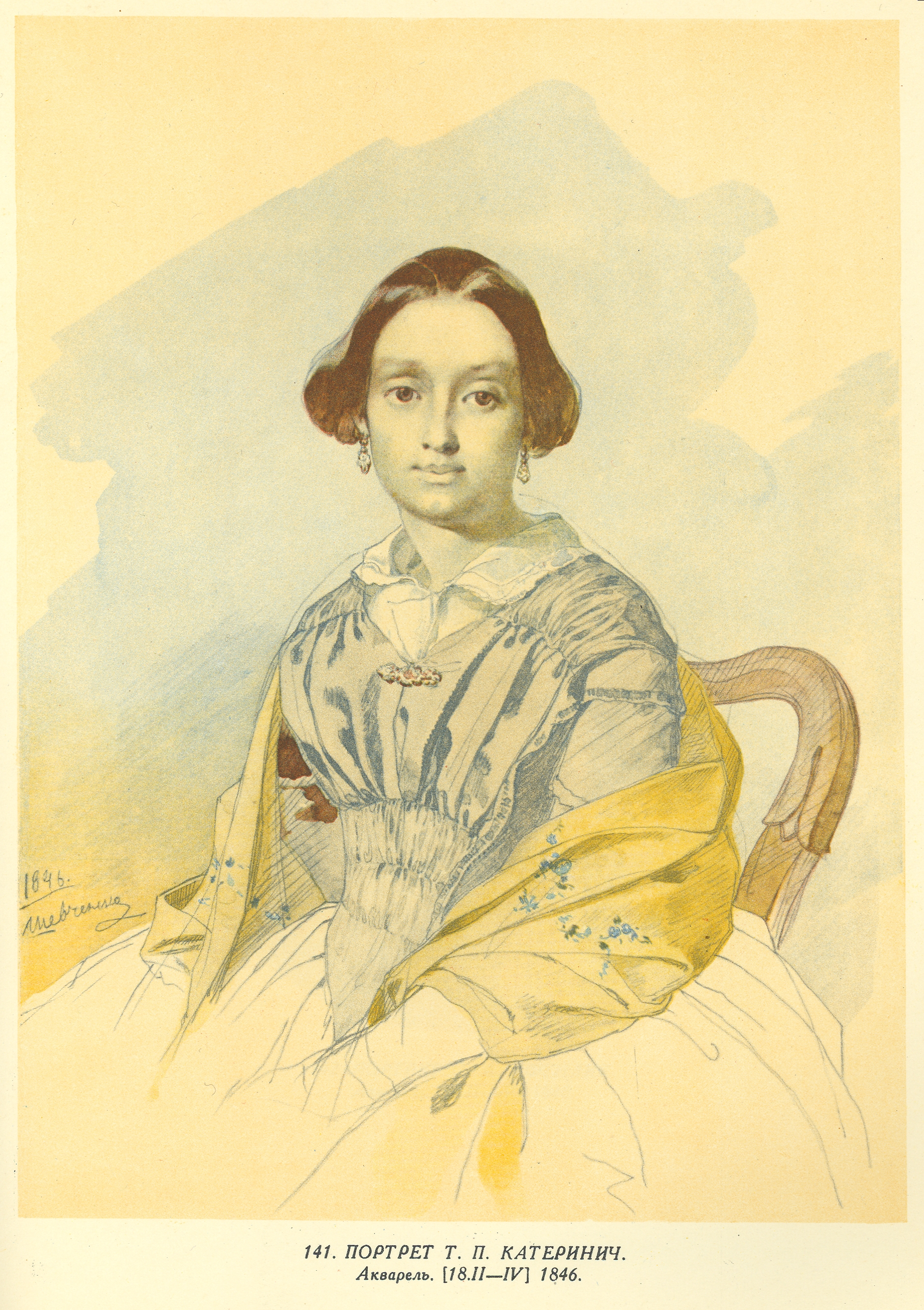
Мати Тетяна Катеринич

Народився Петро Петрович у Бобровиці (колишній районний центр Чернігівської області). Батько — поміщик Петро Андрійович Катеринич, мати — Тетяна Пантеліївна Катеринич (до шлюбу Афендик), портрет якої (та ще 7 родичів) написав Т. Г. Шевченко. У Петра Петровича було 2 братів та 5 сестер, серед них — Вадим Петрович, інженер і архітектор, який спроєктував кілька будівель у Києві.
У Петра Петровича було 9 дітей: Микола, Андрій, Дмитро, Наталія (у шлюбі Дероган), Олександра Григорівна (Кошелєва), Тетяна (Фрідман), Єлизавета (Савченко), Петро, Катерина; від першого шлюбу — 5 дітей, від другого (з українською артисткою Параскевою Мойсеївною Гаврильцевою) — 4 дітей.

## Кар'єра та громадська діяльність

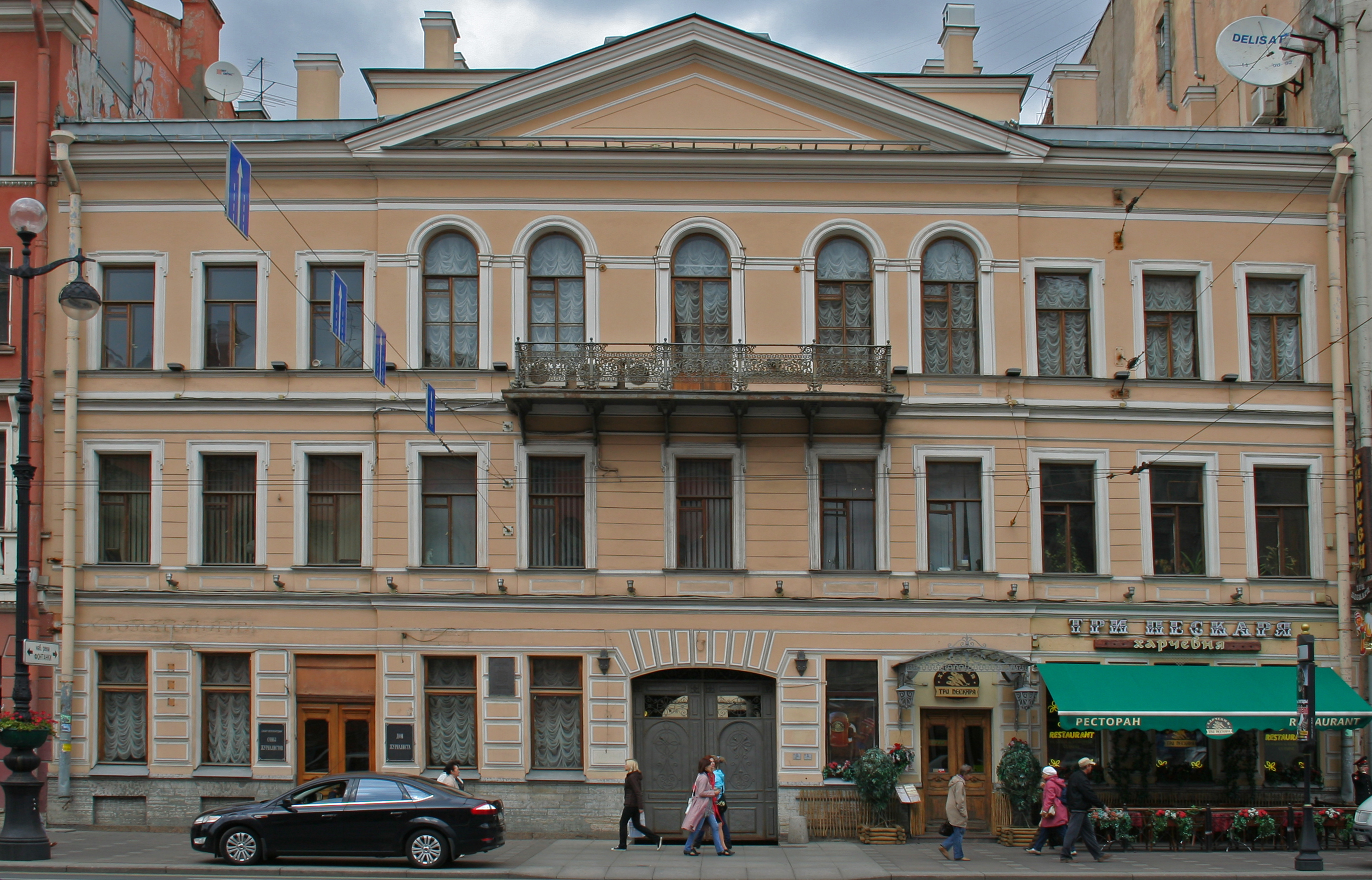
Будинок, у якому знімав помешкання Петро Петрович Катеринич

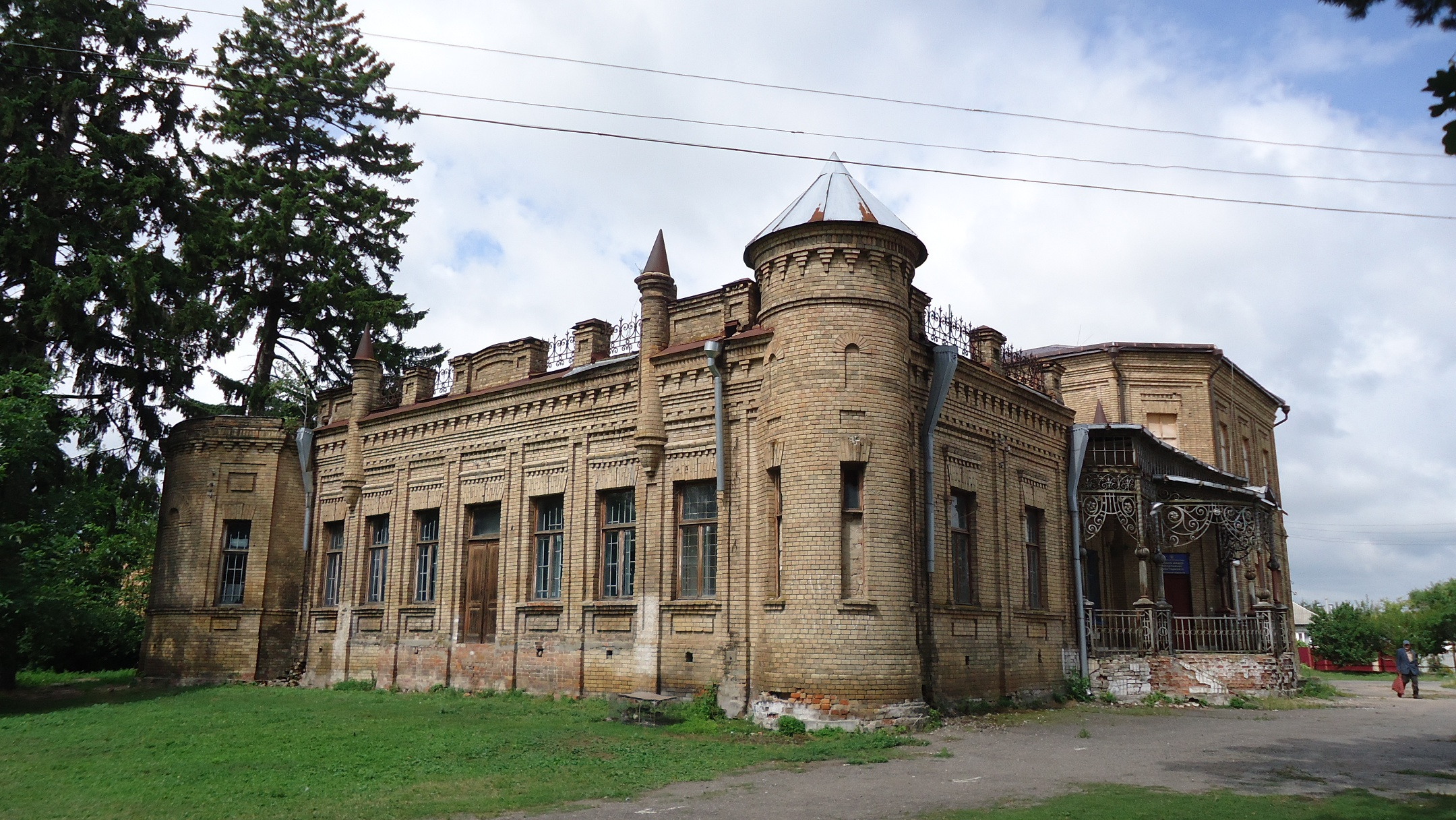
Будинок Катериничів у Бобровиці

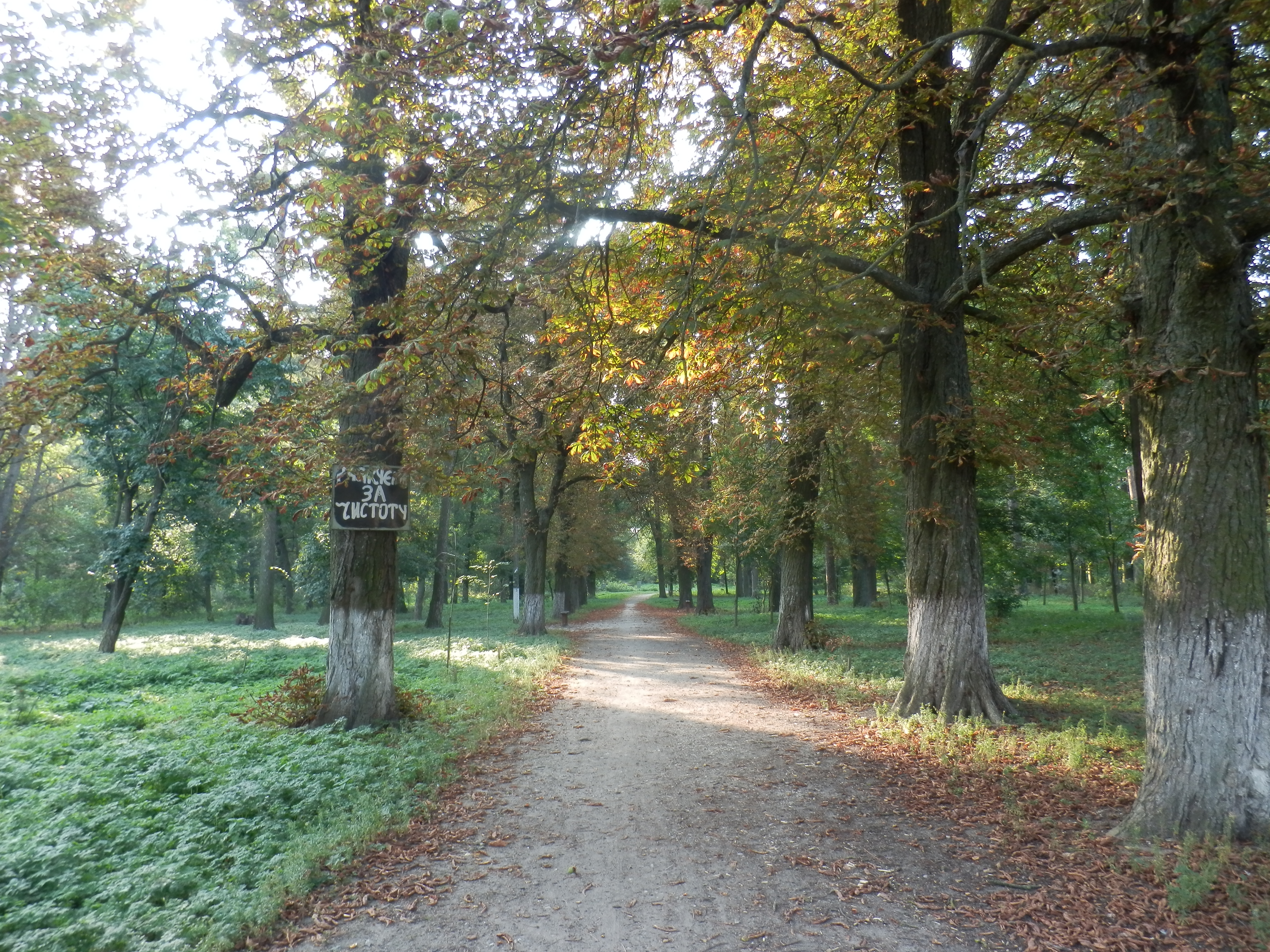
Парк садиби Катериничів у Бобровиці

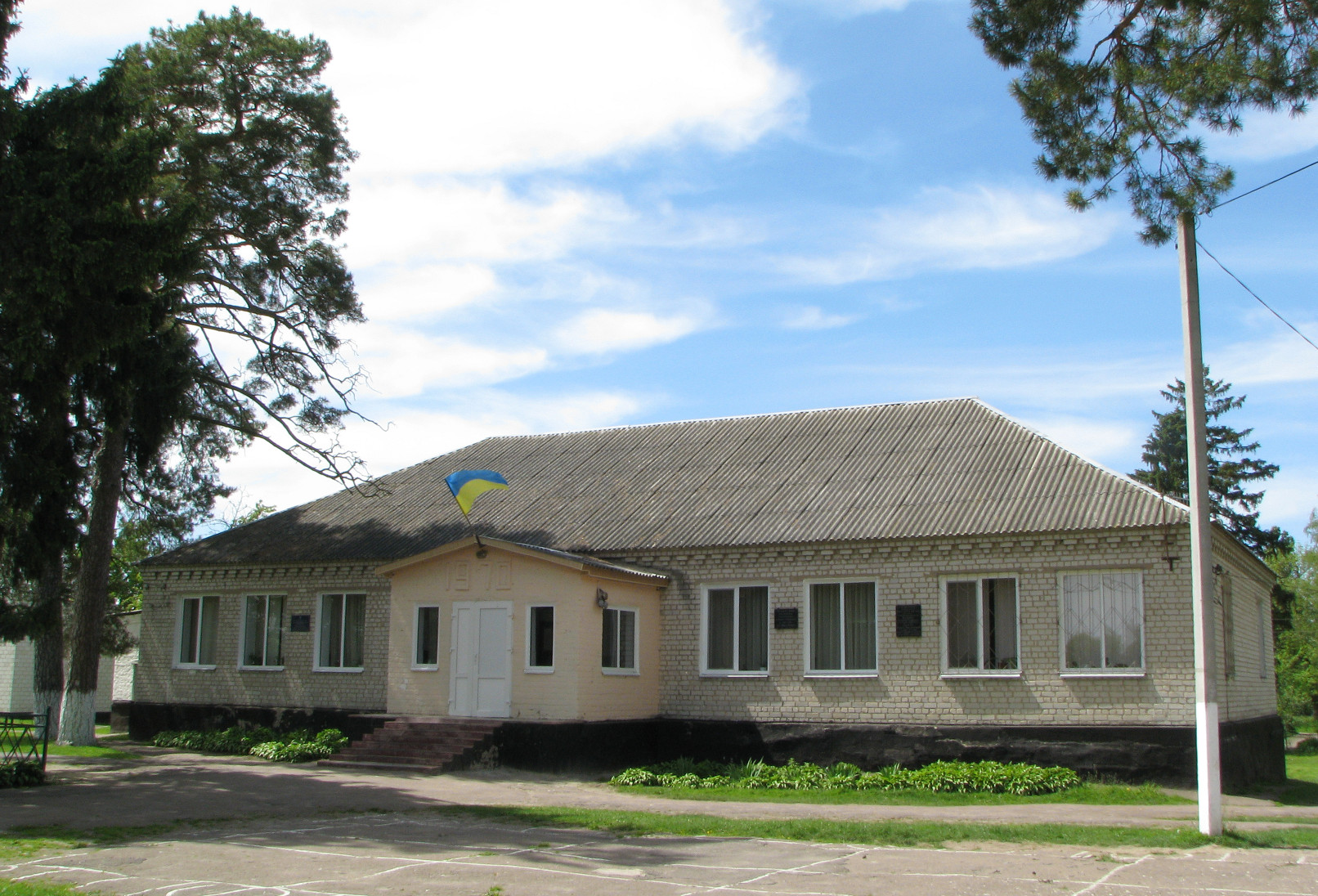
Марковецька школа на фундаменті будинку Катериничів

Протягом 1887-1890 Петро Петрович був провідник Козелецького повітового дворянства. Приблизно в ті ж роки він головував у Козелецьких повітових земських зборах, які проводилися кілька разів на рік, обирався на різноманітні представницькі посади, був опікуном Мостицької та Марківецької земських шкіл.
У 1890-х Петро Петрович переїхав до Петербурга, де працював нотаріусом, але продовжував брати активну участь у Козелецьких земських зборах, оскільки щоразу обирався гласним від своєї дільниці. Бувши ліберально налаштованим українофілом, 1898 року він став одним із засновників і скарбником «Товариства імені Тараса Шевченка для допомоги, що потребує вихідцям із південної Росії, які навчаються у вищих навчальних закладах С.-Петербурга». Навколо товариства гуртувалися вихідці з України, що прагнули допомогти землякам та українському національному розвитку взагалі. У 1900-х у помешканні Катериничів на Невському проспекті, 70 під приводом «співів» часто збиралася українська студентська громада Петербурга. Дуже добре про Петра Петровича згадував колега, громадський діяч Олександр Лотоцький:

Петро Петрович Катеринич, заможний землевласник та властитель цукроварні на Чернігівщині, був у Петербурзі нотаріусом. Будучи великим театралом, оженився з українською артисткою (дружина його Параскева Мойсеївна по сцені називалася — Хмара). Зносини з артистами за всяких концертів брав він звичайно на себе, не подаючи з того ніяких видатків у справозданнях.
Акуратний з фахового обов'язку нотаріуса, Петро Петрович провадив грошові рахунки допомогового товариства ім. Т. Шевченка, часто поповнюючи недостачу засобів т-ва з власної кешені. Його широку руку знали в Петербурзі свої і чужі та часто зловживали тою його рисою. Одного разу в розмові сказав він, що річний його бюджет виносить 20 тисяч карбованців. Я здивувався, бо провадив він життя досить взагалі скромне. Тоді він показав мені проваджену з властивою йому акуратністю книжку свою »розпису доходів і видатків«, що слова його цілком підтвердила. В записах видатків звернув я увагу на якісь кабалістичні літери »п : п« проти деяких записів. На моє запитання з сього приводу він відповів:
— То коли у мене просять позичити, а я наперед знаю, що то позички на вічне віддавання, то зразу ж, аби зайвої мороки не мати, означую проти запису: »п : п.«, се б то: »пиши: пропало«.

За деякими даними, на прохання матері Петро Петрович узяв на себе родинні справи на батьківщині. Протягом 1897—1898 на сході Бобровиці було збудовано цукрозавод, у Марківцях за залізницею — спиртозавод. Близько 1910 року було введено в дію паровий млин. На цукрозаводі було запроваджено 8-годинний робочий день і встановлено робітничий контроль. Неодноразово Петро Петрович Катеринич обирався опікуном Марковецької школи та завідував Марковецькою бібліотекою-читальнею, а згодом віддав свій старий будинок у Марківцях і велику бібліотеку сільській школі. 1905 року за пропозицією Петра Катеринича Козелецьке земство асигнувало 99 рублів на встановлення пам'ятника Тарасові Шевченку в Києві.
Маючи прогресивні погляди, Петро Петрович Катеринич, однак не був прихильником революції, а прагнув еволюційних змін. Зокрема, на засіданні Козелецьких земських зборів 7 вересня 1905 року він з обережністю висловився щодо молодих учителів:

Я не называлъ молодыхъ учителей выскочками; я говорилъ, что надо отдавать предпочтеніе испытаннымъ учітелямъ передъ неустановившеюся молодежью,
которая нахватавшись верховъ, мнитъ себя способною переустраивать государство и нерѣдко требуетъ за собою надзора.

Під час революційних подій 1905-1907 років йому довелося двічі стикнутися з заворушеннями в Марківцях. 1905 року четверо марківчан організували бунт. Група селян у кількості 200 осіб із червоним прапором пішла на бурякову плантацію й вимагала збільшення заробітної плати та зменшення робочого дня. До них приєдналися 1200 селян, які на знак протесту також залишили роботу. Цей бунт завдав збитків на 1500 рублів. Для розправи з демонстрантами було викликано загін козаків. Ничипора Голика було заслано у Вологодську губернію, інших організаторів було ув'язнено на два тижні. 1907 року селяни спалили частину маєтку та склад із тільки-но зібраним збіжжям.
У 1910-х у Бобровиці було розпочато будівництво цегляного будинку. Помер Петро Катеренич у 1916 році. З поваги до нього робітники цукрового заводу несли його труну на руках десять кілометрів із Бобровиці, щоб похоронити в сімейному склепі в Марківцях на задньому подвір'ї Успенської церкви (зараз — за обеліском). За жаль, до сьогодні склеп не зберігся, як і будинок Катериничів у Марківцях (згорів 1969 року, на фундаменті побудовано нову будівлю школи). Цукрозавод було закрито й частково розібрано на початку 2000-х. У бобровицькому будинку діють бібліотека та спортивна школа.